# Амарна
Ама́рна (Тель-эль-Амарна, араб. تل العمارنة‎) — поселение на восточном берегу Нила, в 287 км к югу от Каира. В его районе расположены руины древнеегипетского города Ахетатона («Горизонт Атона»), который построил фараон XVIII династии Эхнатон (Аменхотеп IV) и на время своего правления провозгласил столицей. Город просуществовал около 15 лет, считая от начала строительства (1346 год до н. э.) и до смерти Эхнатона, вскоре после которой город был покинут царской династией и жителями (1332 год до н. э.).
Здесь Эхнатон построил центр культа бога Атона, перенёс сюда свою резиденцию и столицу древнеегипетского государства из Фив. После смерти Эхнатона культ Атона со временем был подавлен, культовая столица возвращена в Фивы.
В египтологии употребляются термины «амарнский период» и «амарнское искусство» для обозначения особенных направлений в социо-культурной жизни данного периода.

## Топоним
| N27 · X1 · O1 | M17 | X1 · N35 · N5 |

| N27 · X1 · O1 | M17 | X1 · N35 · N5 |

Название Тель-эль-Амарна зафиксировано европейскими путешественниками в XIX веке. Оно состоит из названия современного поселения et-Till и названия Beni Amran (прежнее арабское племя) или al-Amaria — другой деревни в этом районе. При этом слово не имеет общего с арабским обозначением поселения на холме — телль, поскольку здесь нет таких холмов.
Посетивший в 1820-е годы местность английский археолог Джон Гарднер Уилкинсон назвал её Алебастрон, следуя примеру древнеримских авторов Плиния (На камнях) и Птолемея (География).
При фараоне Эхнатоне здесь стоял город Ахетатон (егип. ȝḫ.t-Jtn «Горизонт Атона»), названный в честь главного храма Пер-Атон («Дом Атона»).

## Археология
В 1714 году французский путешественник Клод Сикар обнаружил северо-западную стелу, копию с которой сняли лишь в 1827 году, а в 1908 году её опубликовал Норман де Гаррис Девис.
Руины древнего Ахетатона нашли солдаты Наполеона во время его Египетского похода, а научное исследование местности начал Джон Гарднер Уилкинсон. В 1824 году он обнаружил гробницы в восточной части города. Совершавший поездку в Нубию археолог Карл Рихард Лепсиус проездом через Амарну в 1843 году сделал некоторые гипсовые слепки и рисунки.
Обнаружение в 1887 году неким феллахом Амарнского архива с перепиской фараонов и ближнеазиатских правителей привело к первым систематическим раскопкам в 1891/1892 году Обществом исследования Египта под руководством египтолога Флиндерса Питри. Были обнаружены новые глиняные таблички и «городской архив» возле королевской резиденции. Норман де Гаррис Девис в 1901 −1907 годах копировал их надписи и тексты пограничных стел для Общества.
В 1907 году Германское восточное общество под руководством Людвига Борхардта, обнаружившего знаменитый бюст Нефертити, продолжили раскопки. Первая мировая война прервала исследования, однако после её окончания они продолжились. Позже в раскопках эль-Амарны принимали участие Генри Франкфорт, Чарльз Леонард Вулли и др.

## Древний город

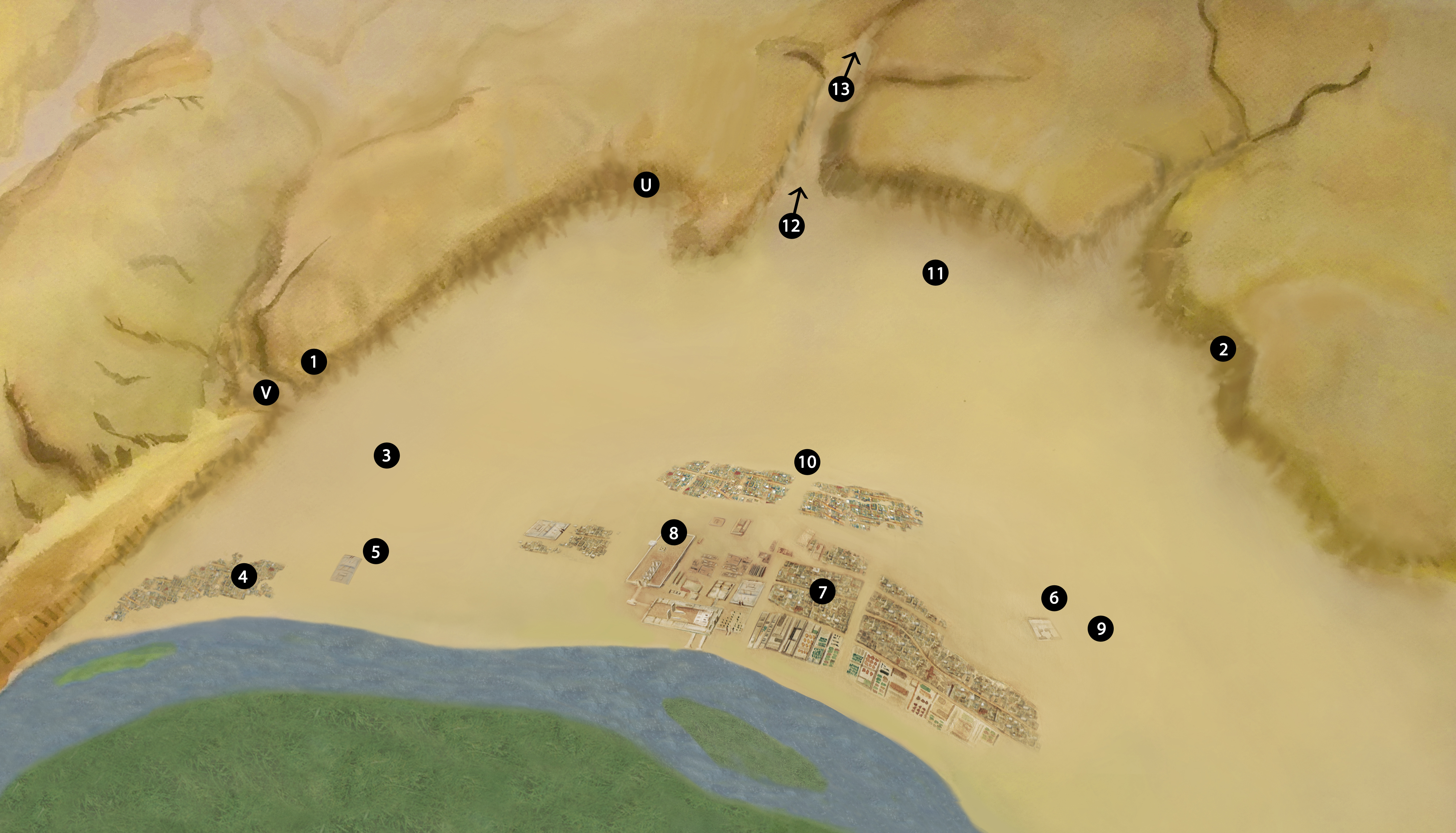
1.Северное кладбище 2. Южное кладбище 3. Священная пустыня 4. Северный город 5. Северный дворец 6. Мару-Атон 7. Южный город 8. Большой храм Атона 9. Ком эль-Нана 10. Деревня рабочих 11. Кладбище рабочих 12. Царский вади 13. Гробница Эхнатона V Пограничная стела «V» U Пограничная стела «U»

Аменхотеп IV с вступлением на престол решил ослабить власть фиванского жречества Амона, составлявшего в то время самую влиятельную прослойку в обществе. Фараон провозгласил верховным богом солнечный диск Атона — «единое всеозаряющее животворящее Солнце» и стал подыскивать место для новой столицы.
Ахетатон на карте Древнего Египта располагается между двумя прежними столицами — Мемфисом Древнего царства в Нижнем Египте и Фивами Среднего царства в Верхнем Египте. Эхнатон заложил новую столицу на 5 год своего правления, что следует из двух пограничных стел на берегу. Через два года город провозгласили столицей. Главой города был назначен Неферхеперу-хер-сехепер.
Выбор места продиктован формой скал с восточной стороны прорезанных вади Абу Хасах эль-Бахри. Зрительно этот разлом в скалах напоминает начертание солярного знака ахет (восточный горизонт) и символически для Эхнатона напоминал место солнечного перерождения. Поэтому название города Ахетатон (дословно Ахет принадлежит Атону) намекает именно на этот горизонт в восточных скалах. Эхнатон в пограничных стелах утверждал, будто сам Атон приказал ему основать здесь новую столицу, и дал обещание не покидать новую столицу ради иного места.

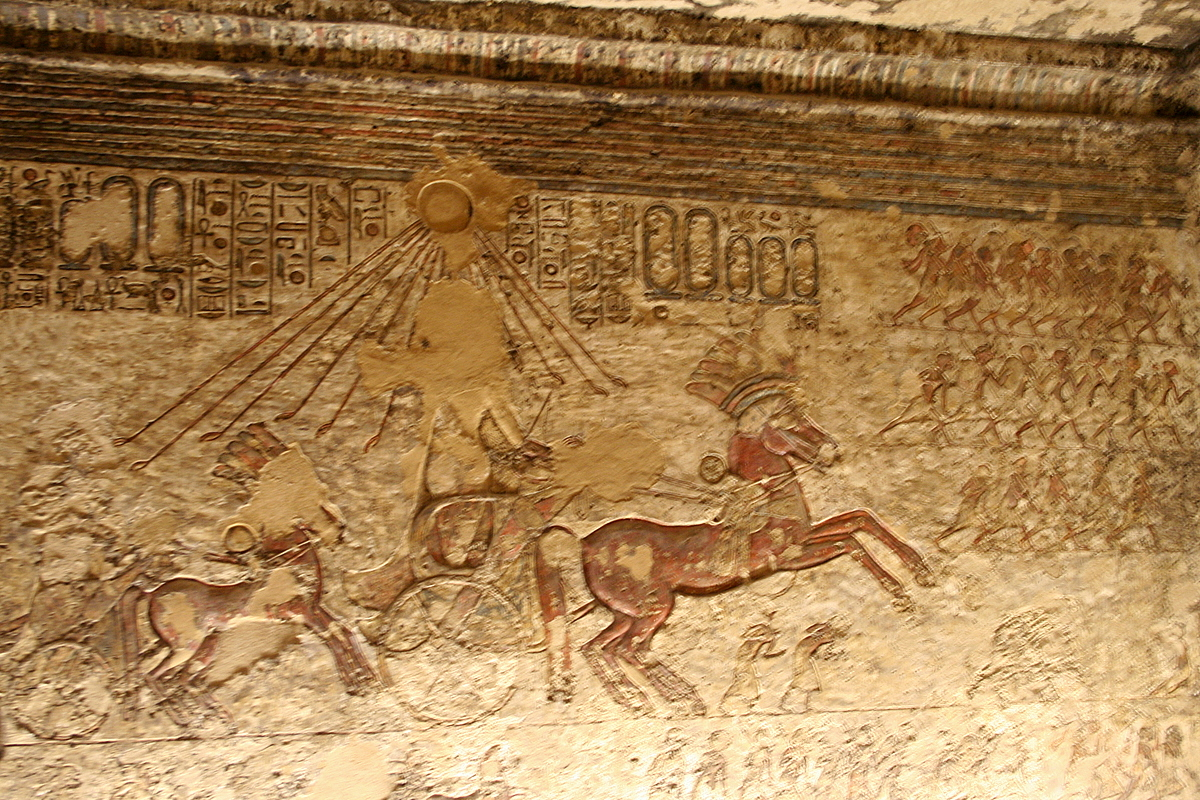
Эхнатон совершил ритуальный объезд на колеснице границ новой столицы, где установил пограничные стелы.

По периметру города по приказу Эхнатона установили 13 (известных сегодня) пограничных стел, вырезанных в скалах, часто дополненных скульптурными изображениями поклоняющихся Атону Эхнатона, Нефертити и их трёх старших дочерей — Меритатон, Макетатон и Анхесенпаатон.
Основание новой столицы не стало новшеством в истории Древнего Египта. Первая столица Мемфис была основана при I династии (ок. 3000 год до н. э.) как резиденция Ineb-Hedj (Белостенная), затем первый фараон XII династии Аменехмет I возле Файюма основал новую столицу Иттауи (Itjet-Tawy), служившую престольным городом в Среднем царстве (ок. 1950—1700 годы до н. э.). Спустя 40 лет после смерти Эхнатона фараон Рамсес II основал свою столицу в Дельте Нила под названием Пер-Рамсес (Дом Рамсеса).
Эхнатон правил всеми египтянами, но его механизмы, которыми он руководствовался для привлечения людей в новую столицу, неизвестны. Город Ахетатон просуществовал около 15 лет. Став фараоном, Тутанхамон перенёс столицу в Мемфис, а генерал Хоремхеб разрушил часть центральных зданий Ахетатона. Блоки от этих строений (талататы) использовались при строительстве других зданий и пилонов XIX династии, отчего впоследствии египтологам удалось извлечь и частично собрать эти фрагменты. Новые фараоны и восстановившее своё прежнее влияние фиванское жречество делали всё, чтобы вычеркнуть из истории память о приверженцах атонизма и новой столице.
Место, где прежде располагались набережные Ахетатона, до 1880 года было занято сельскохозяйственными угодьями, неподалёку находились три деревушки.

### Планировка

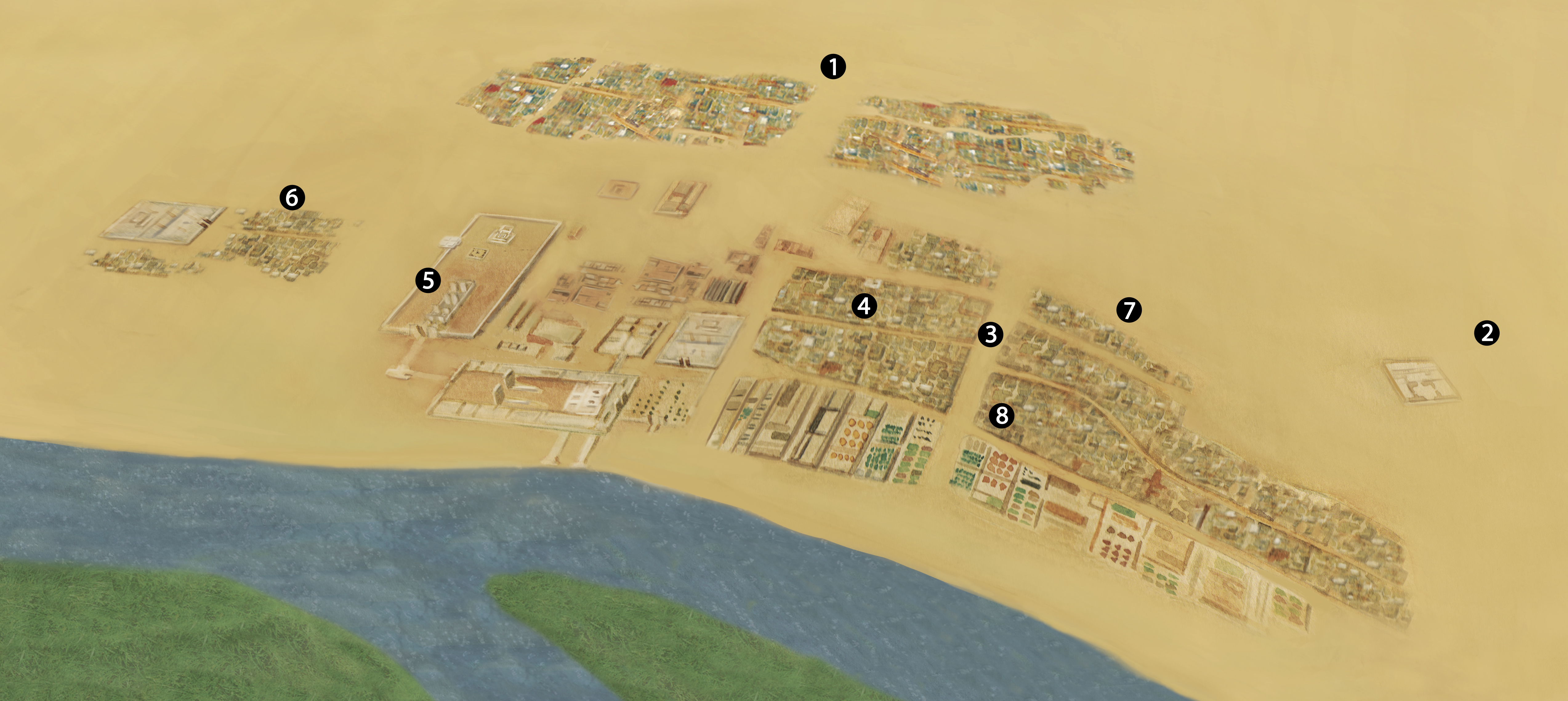
1. Деревня рабочих, 2. Ком эль-Нана, 3. Центральный город, 4. Главный город, 5. Большой храм Атона, 6. Северный район, 7. Южный район, 8. Городской архив

Поскольку город возведён на прежде никем не заселённом месте, вопрос об ограниченности городской территории тогда не стоял. Поэтому для города были характерны широко раскинувшиеся дома усадебного типа. Планировка как бедных, так и богатых домов не отличалась разнообразием, более того, характерная особенность всех построек — однотипность. Единственным существенным отличием бедных домов от богатых было то, что к бедным не пристраивали молельни, хозяйственные помещения и дома для рабов.
Дома знати не всегда были крупными, обычно многоэтажными, возведёнными из кирпича-сырца с белыми оштукатуренными стенами и обнесены стеной-забором по периметру. У одной стены в центральной квадратной зале стояла длинная лавка, потолок подпирали одна или несколько деревянных колонн на каменном постаменте. К зале примыкали квадратные личные комнаты, гостиные и кладовые. Редко встречались жилые пристройки и мастерские для художников.
В городе Эхнатон ради Атона заложил два главных городских храма — Пер-Атон (Дом Атона) для общественных религиозных молений и Хут-Атон (Дворец Атона) для личного пользования фараона. Археологи называют их Большой храм Атона (275 х 762 м) и Малый храм Атона. Параллельно Нилу город пересекала широкая Царская дорога, по которой двигались торжественные церемонии в отведённые дни. Основное население проживало в Южном и Центральном городе. Северный город включал храмы Атону, Главный дворец и все административные здания, которые были ориентированы на Царский вади на востоке. Отличительной особенностью амарнской архитектуры был Гем-Па-Атон (егип. Gm-p3-itn «Найденный Атон») — отказ от крыши, поддерживаемой многочисленными колоннами, чтобы сделать общение с солнечным божеством более открытым и прямым. При этом, Большой храм Атона с святилищами так и не был окончательно достроен.
Главный дворец протянулся с севера на юг с западной стороны Царской дороги и служил местом проведения официальных государственных мероприятий. В южной его части был колонный зал, в северной — многочисленные открытые площадки с колоссами Эхнатона и Нефертити. Дворец соединялся мостом с Царским домом между двумя храмами Атону. Это была временная резиденция царской семьи в Центральном городе. Однако, основным местом проживания правящей семьи был Северный прибрежный дворец за высокими стенами и расписными воротами, выходящими с запада на Царскую дорогу. Южный и Северный дворцы символизировали Верхний и Нижний Египет. На юге Северного города, с восточной стороны Царской дороги стоял наилучшим образом из всех построек Амарны сохранившийся Северный дворец, принадлежавший к концу правления Эхнатона его старшей дочери Меритатон (её имя начертано поверх прежнего царского имени на дверном косяке). Здесь были бассейн 4,5 м глубины перед входом, жилое северное крыло, зверинец с овцами, козами, газелями, коровами и птицами. Южный конец Царской дороги упирается в Маруатон (егип. Pa-Maru-en-Pa-Aten «Зримое место Атона»). Археологи нашли здесь свидетельства озера, останки борзых собак у стены, сосуды вина.
В южной части Ахетатона располагались дома придворных, квартал скульпторов. В мастерской начальника скульпторов Тутмоса были найдены скульптуры Эхнатона и Нефертити. Севернее находились жилища чиновников и торговцев. По берегам Нила стояли амбары, в гористой части был царский некрополь. Рабочие некрополя жили в квартале с узкими улицами и тесными домами, окружёнными высокой стеной с одними воротами.
Находки материальной культуры свидетельствуют, что жители Ахетатона поддерживали домашний культ различных богов.
На холмах, окружавших Ахетатон, находится множество известковых карьеров, из которых более всего известен кальцитовый карьер Хат-Нуб, который египтяне называли «золотым». Здесь осталось множество надписей, нацарапанных или выбитых на стенах теми, кто добывал известняк начиная со времён Древнего царства.

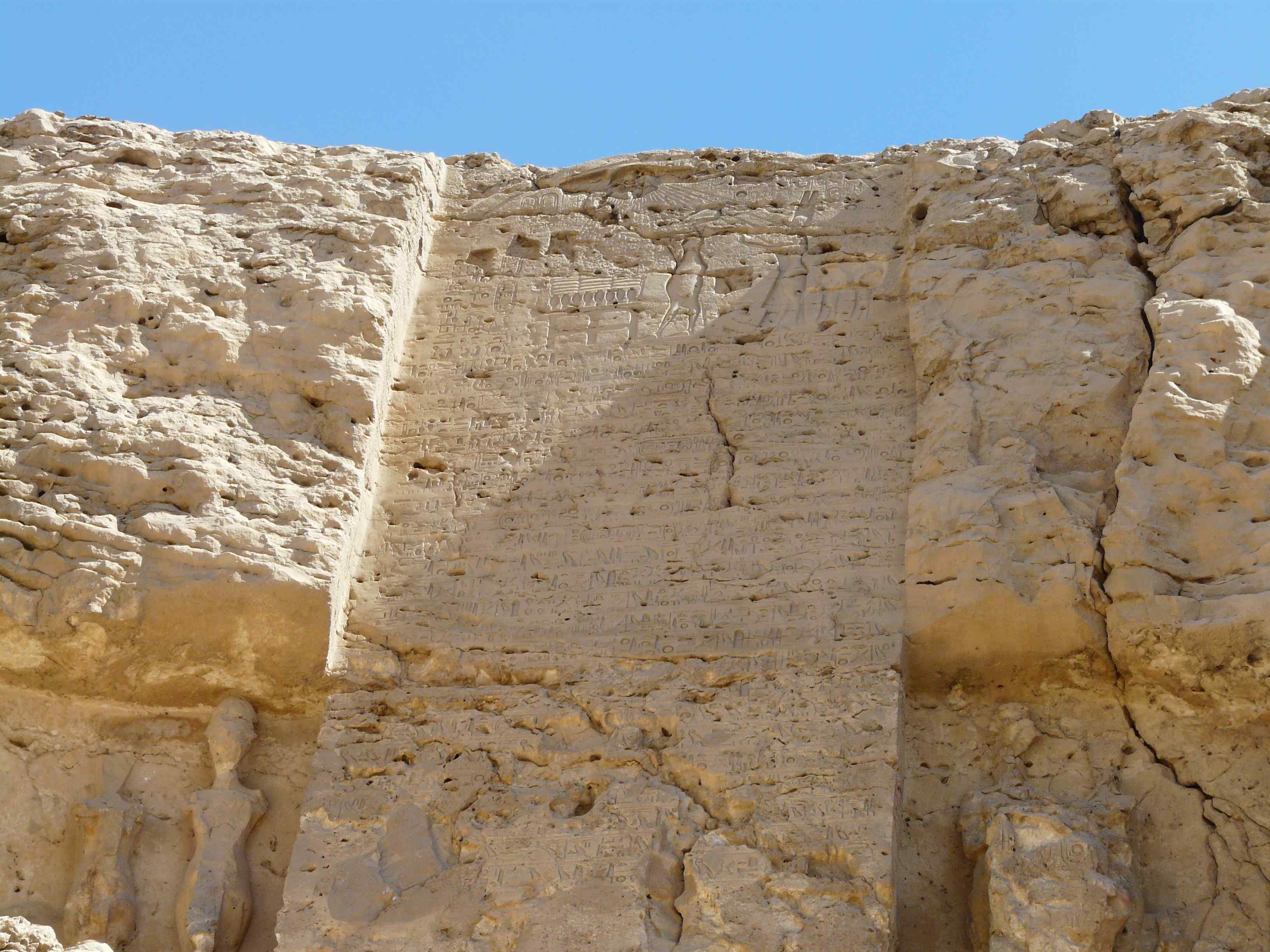
Пограничная стела U
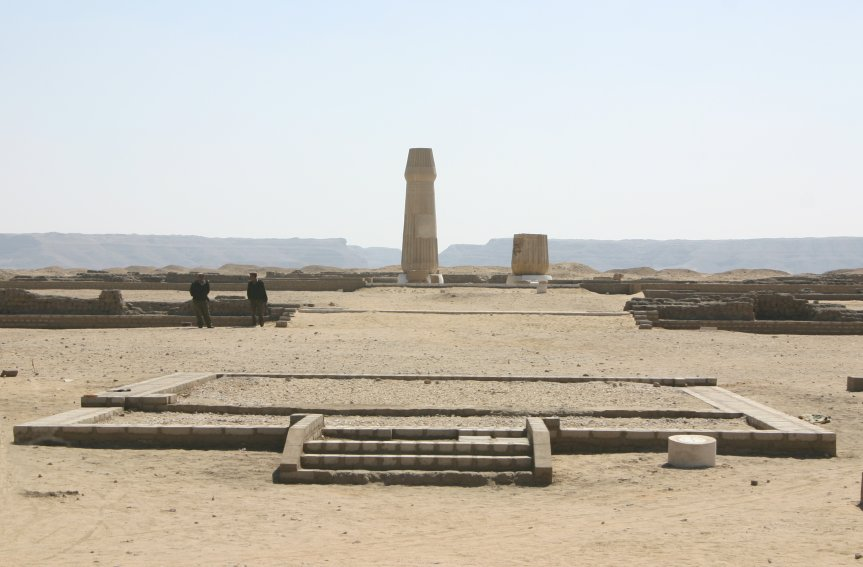
Фундамент малого храма Атона
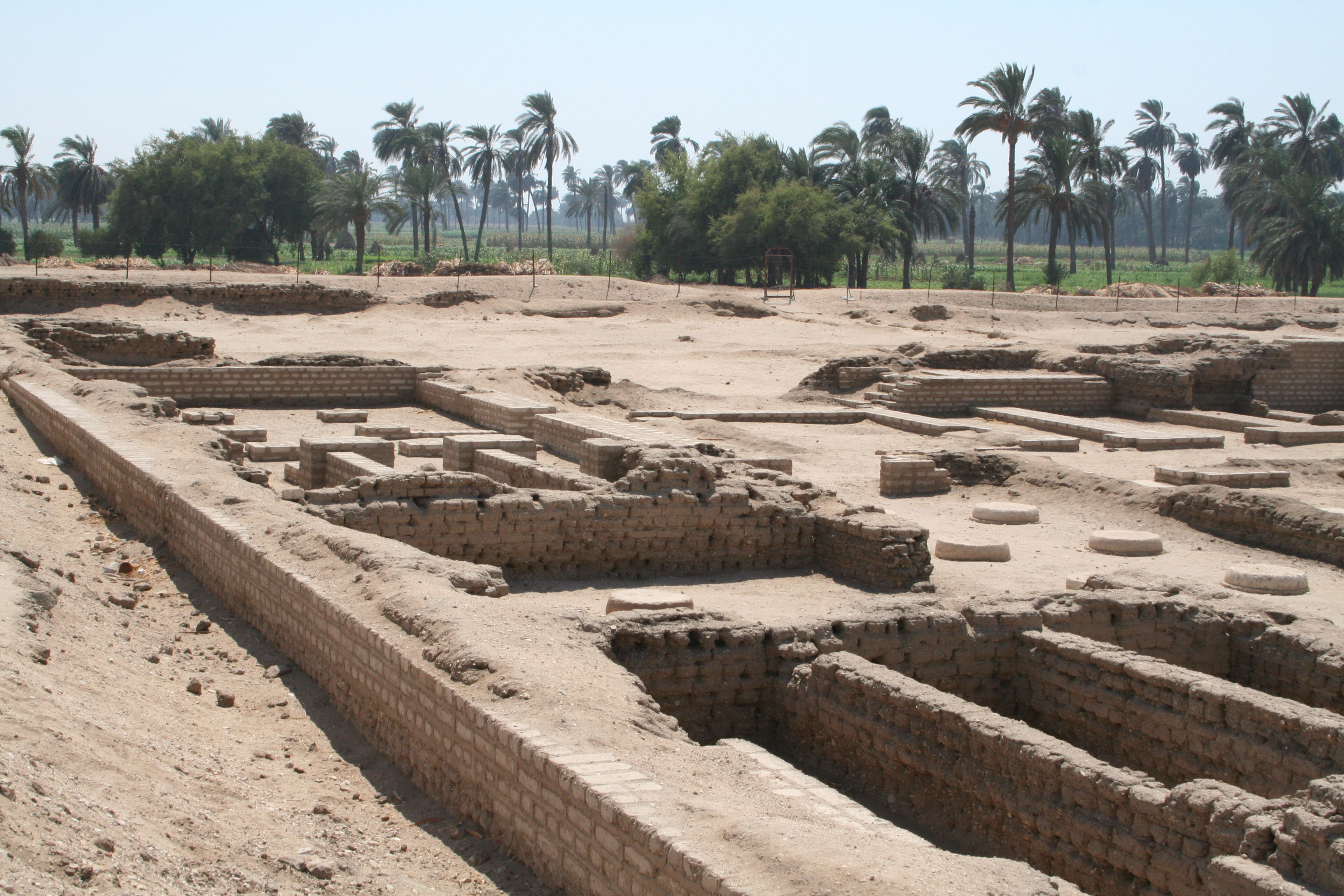
Руины Северного дворца
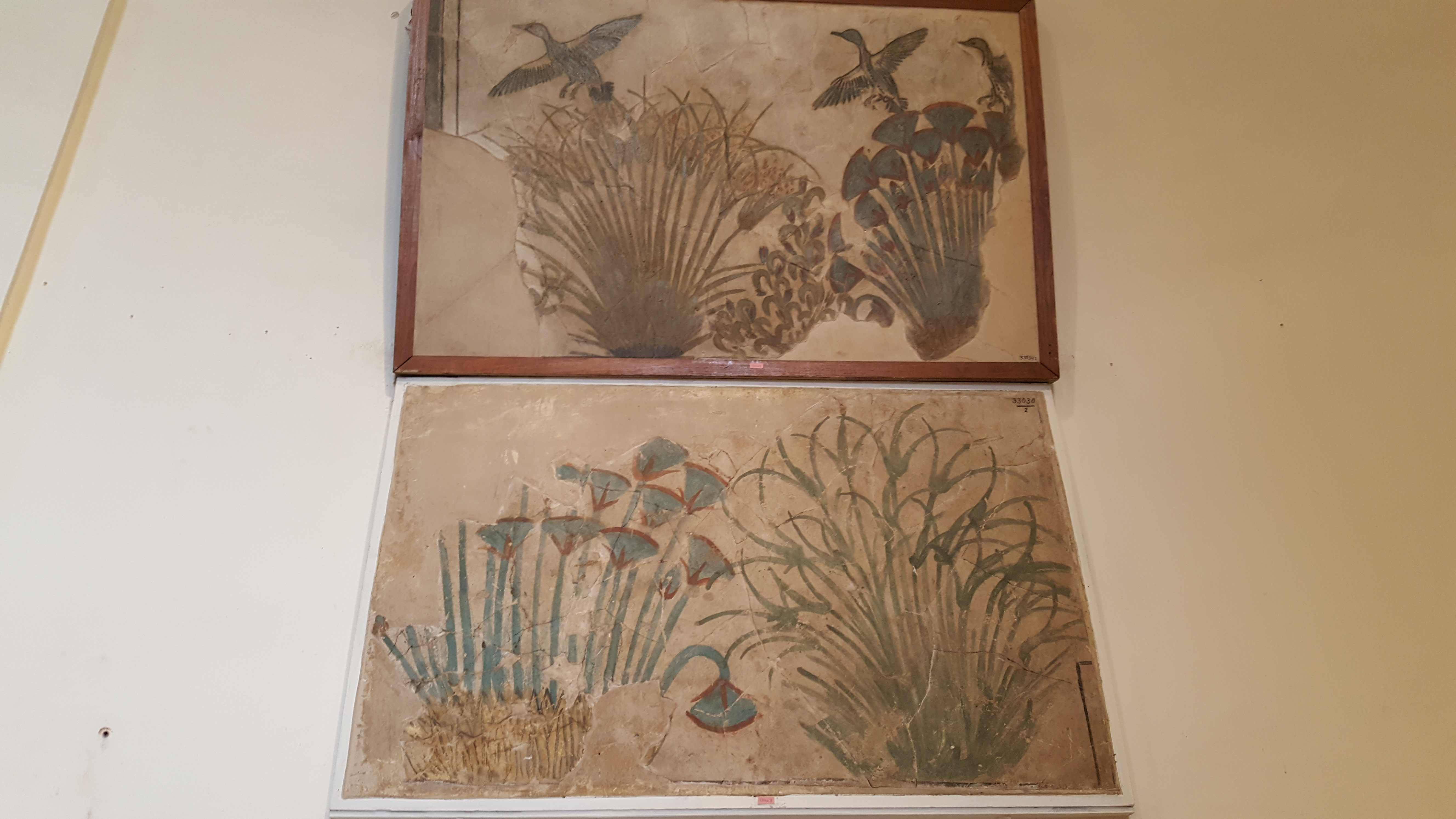
Фрагменты расписного пола из амарнского дворца. Каирский египетский музей
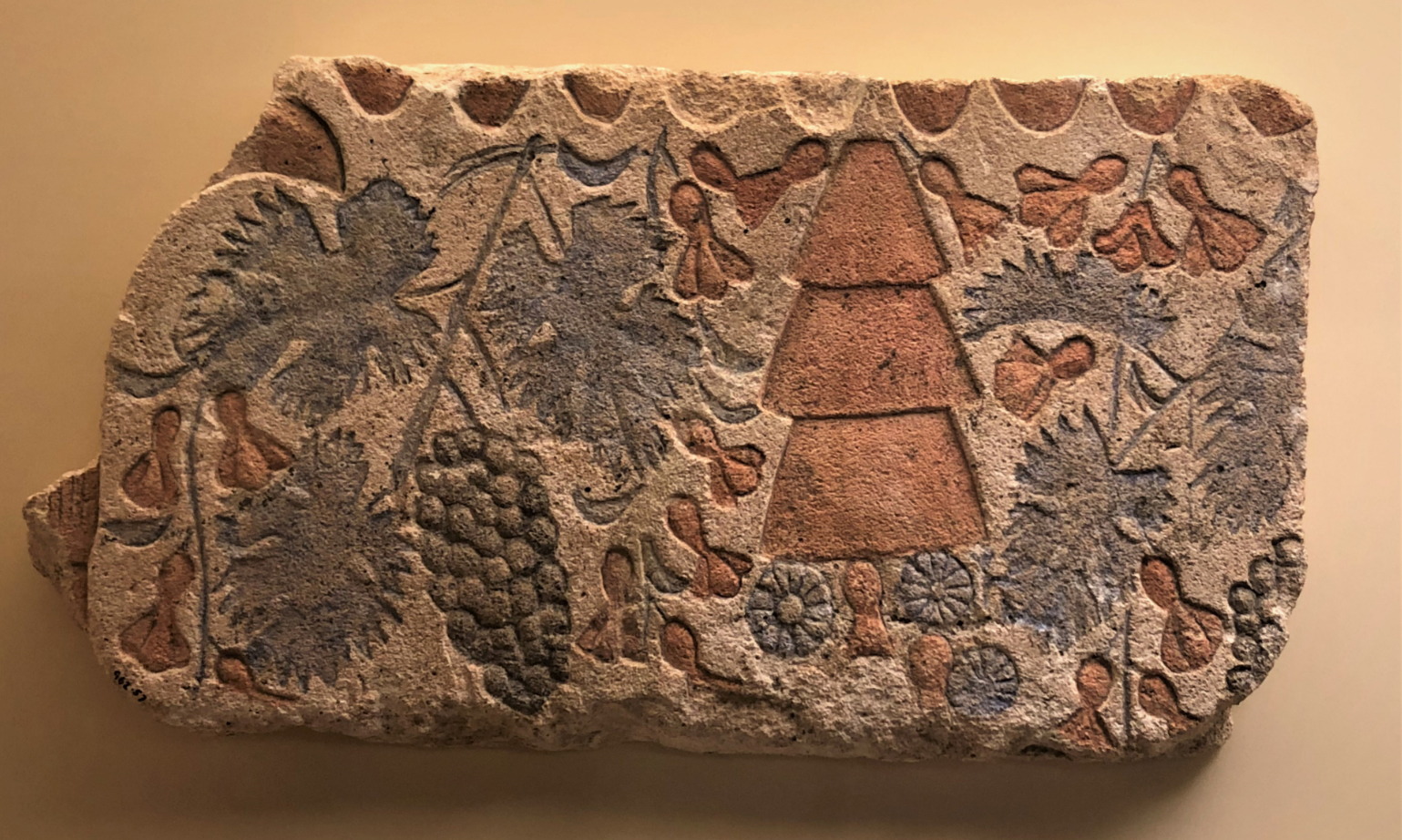
Рельеф амарского периода (ок. 1350 до н.э.). Королевский музей Онтарио, Канада
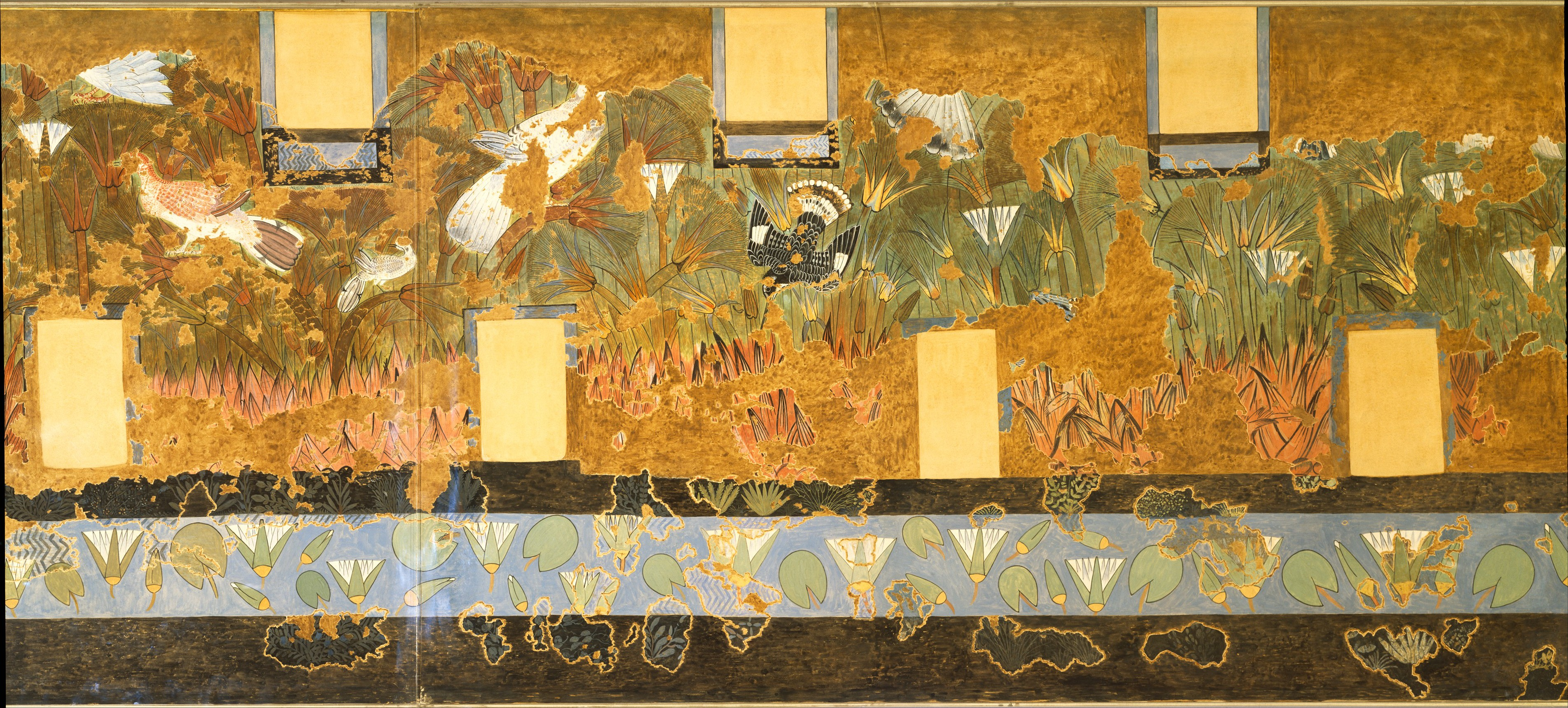
Факсимиле из Зелёной комнаты Северного дворца
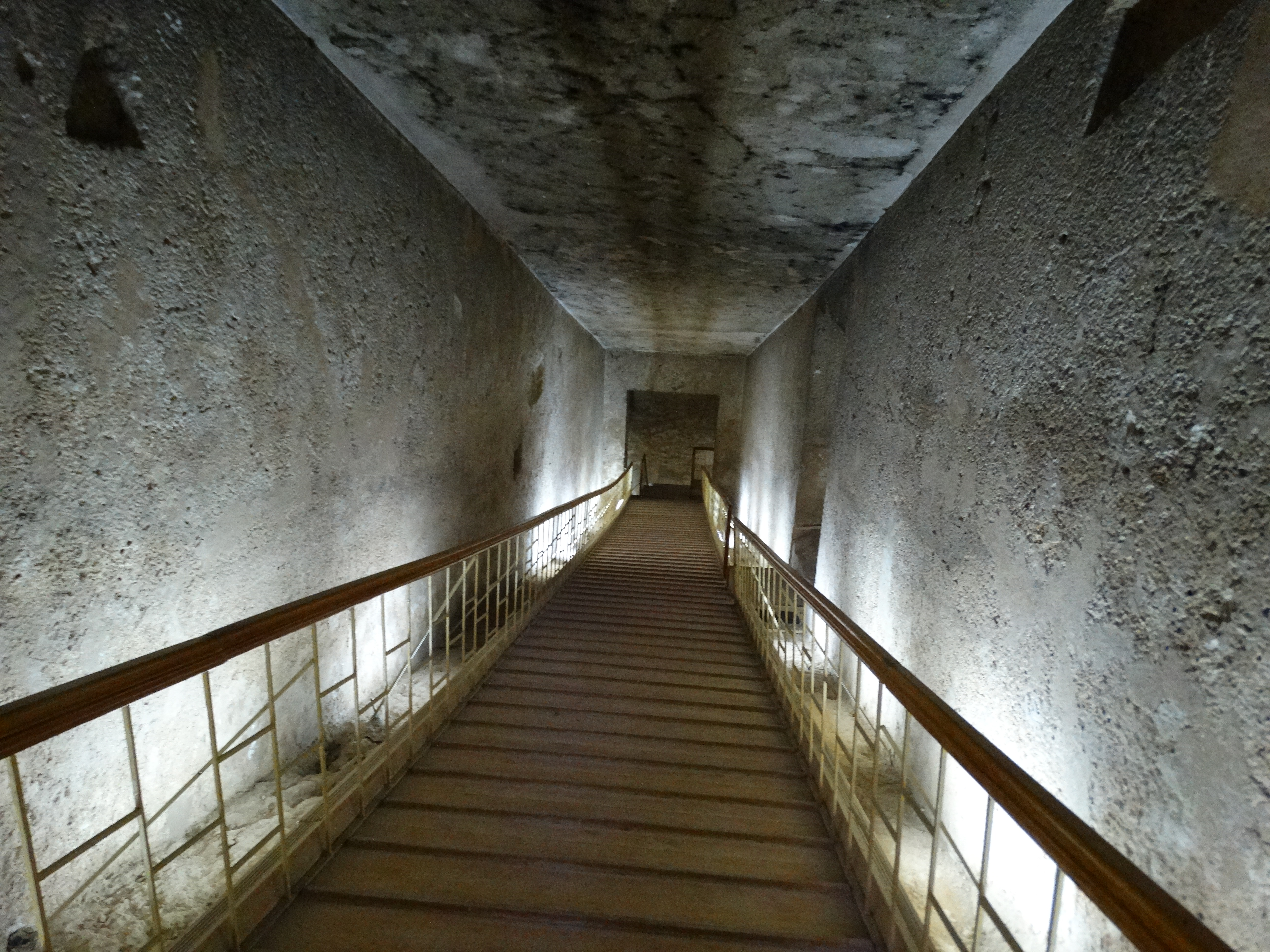
Вход в гробницу Ахенатона в Амарне
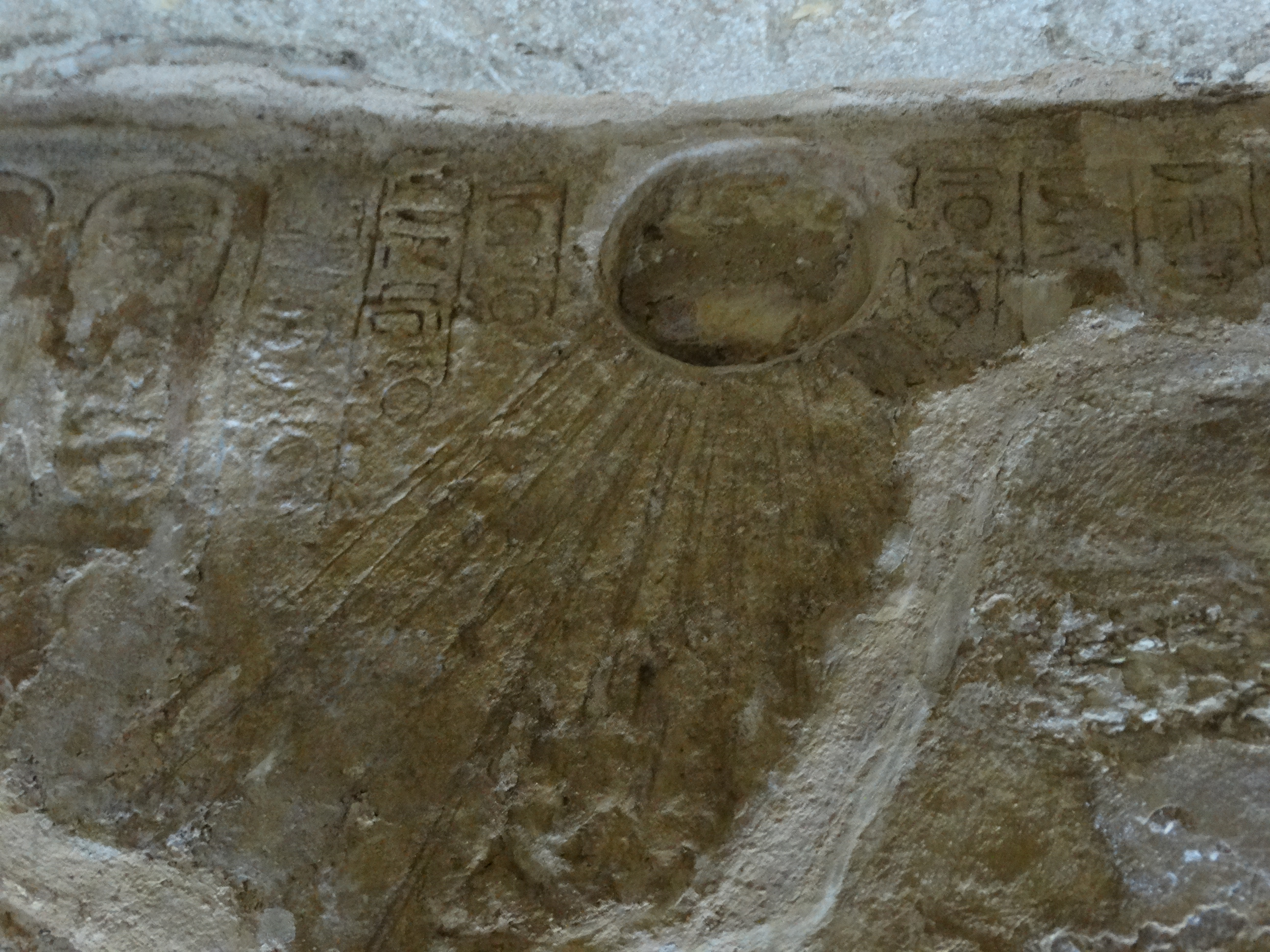
Барельеф с изображением солнца в гробнице Ахенатона
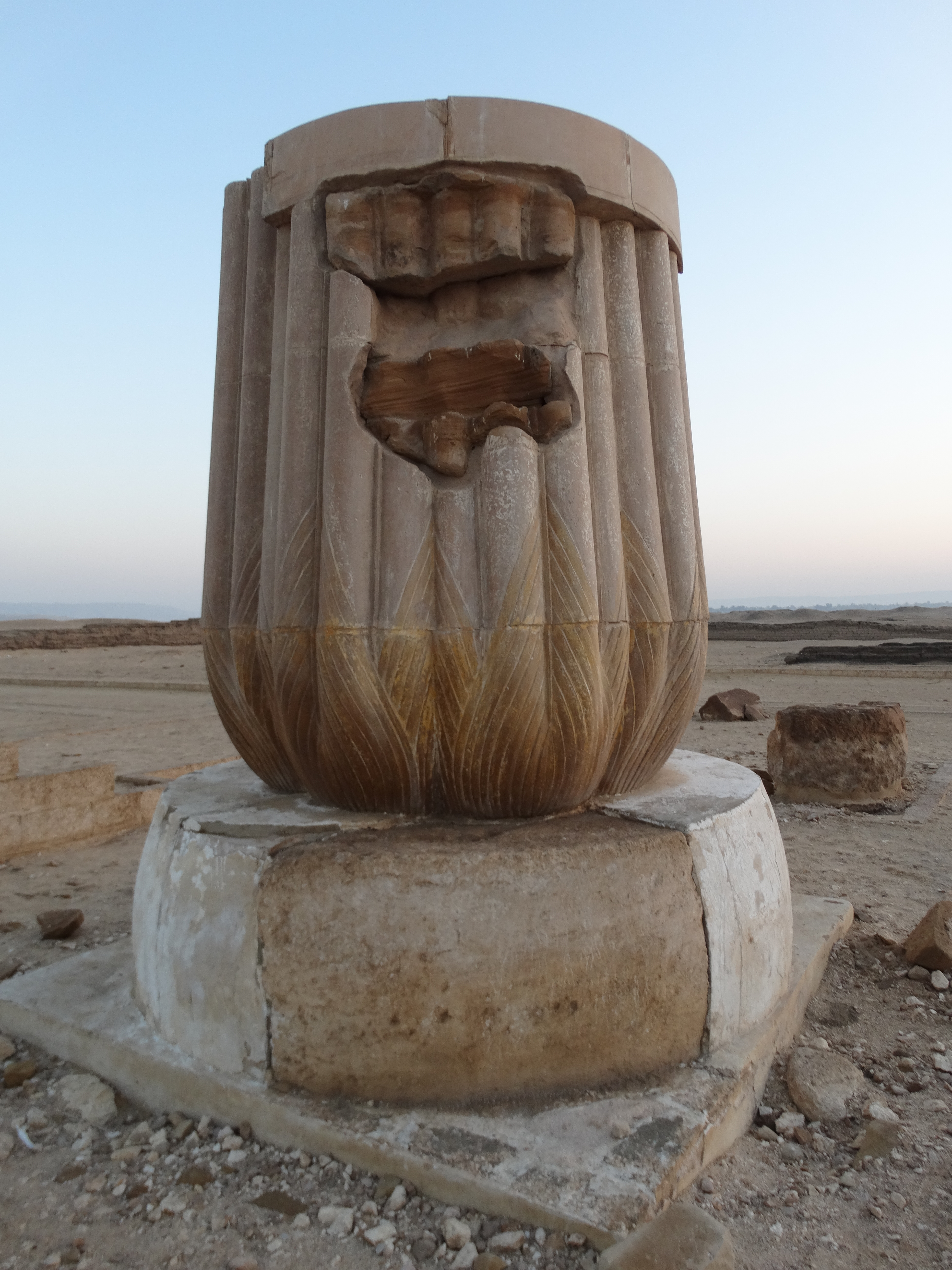
Часть колонны Северного дворца
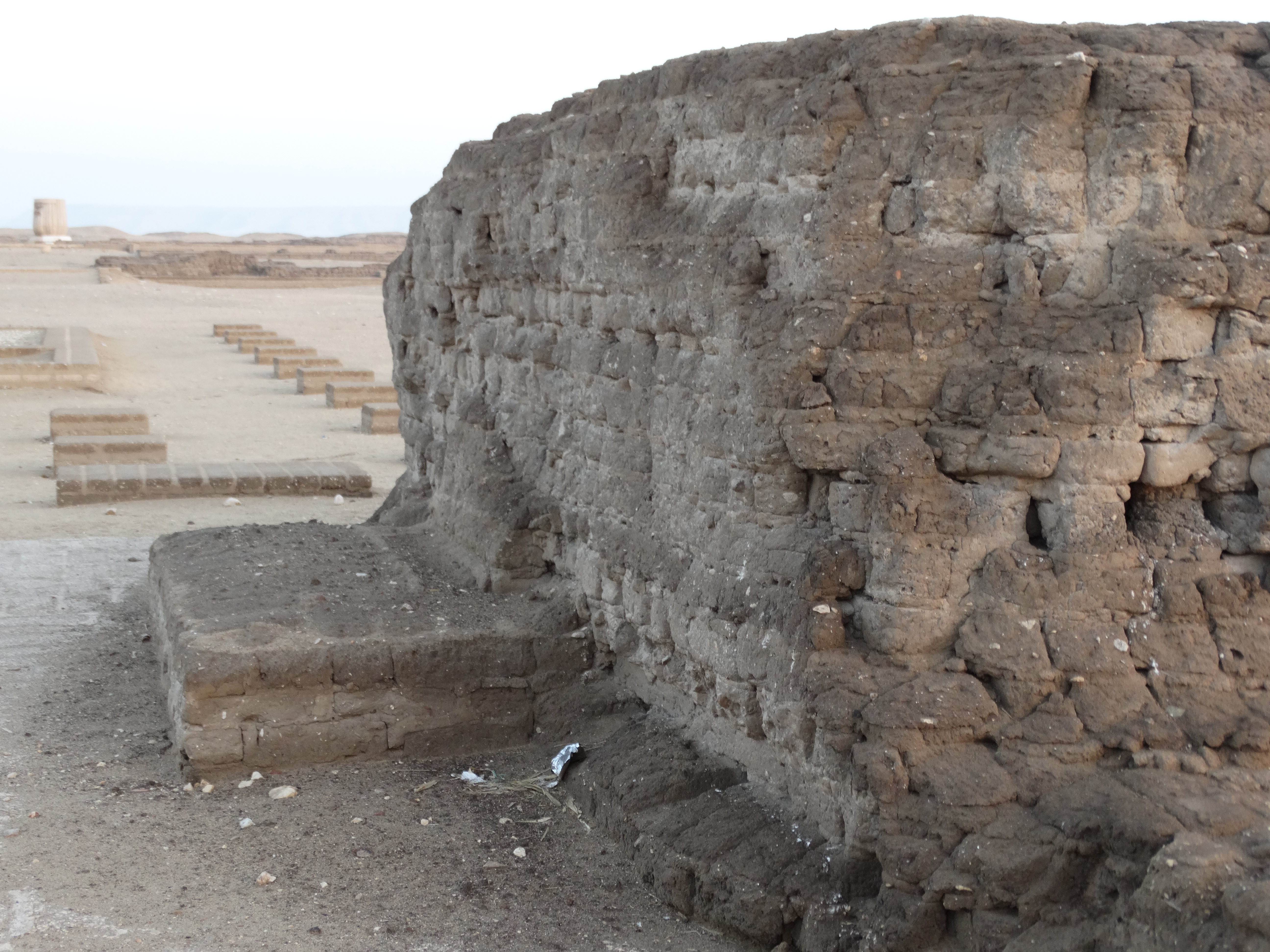
Остатки храма солнца в Амарне

## Некрополь

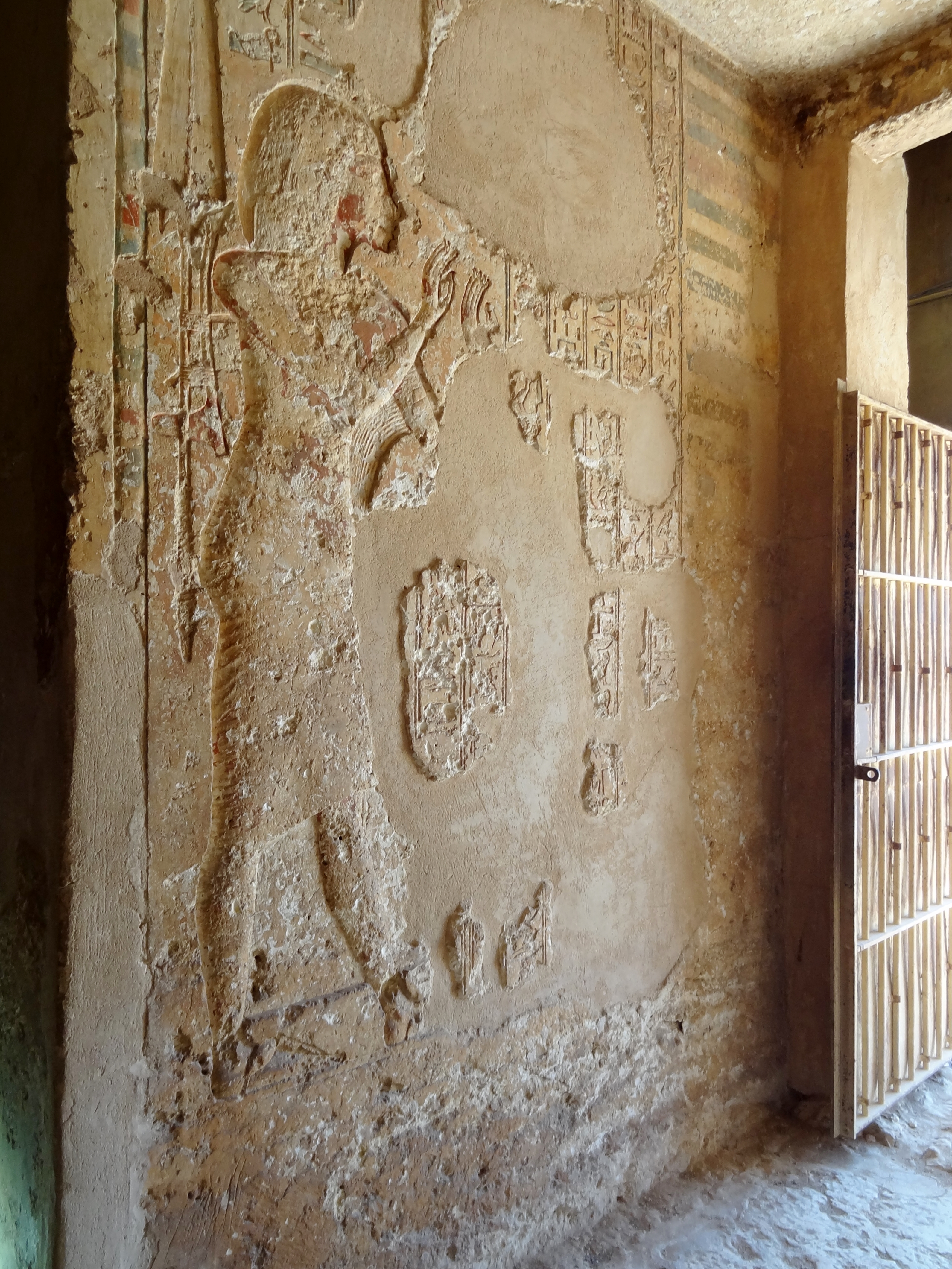
Гробница Ахмеса (№ 3)

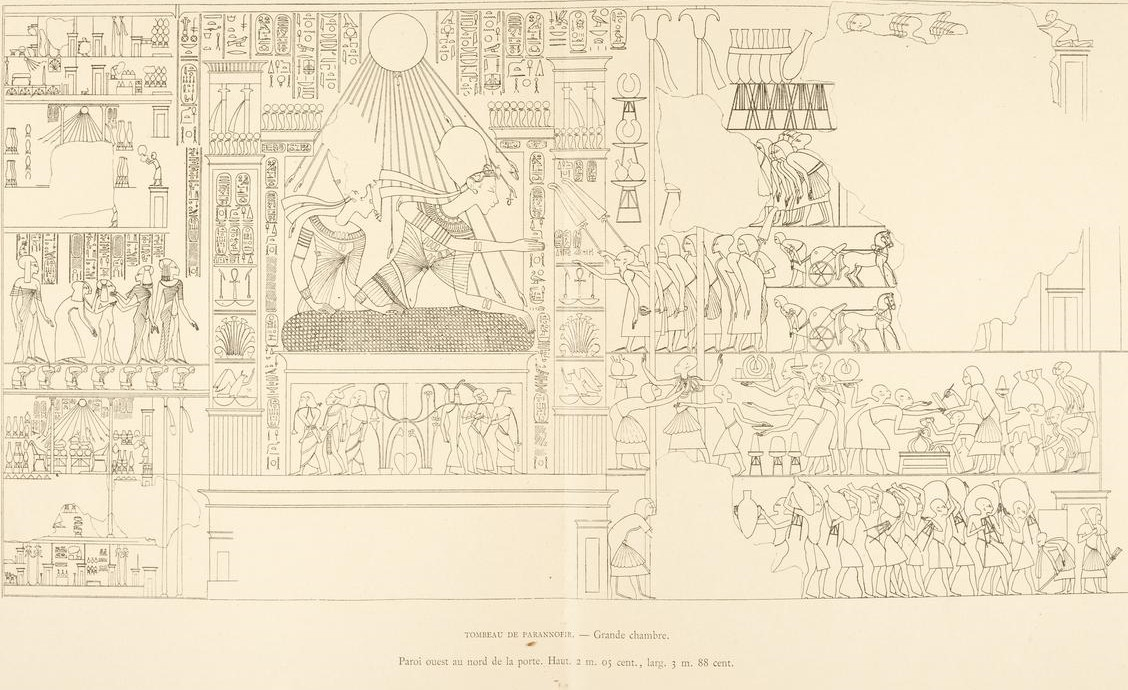
Срисовка сцены одаривания из гробницы Пареннефера (№ 7)

В окрестностях Ахетатона, на западном берегу Нила, обнаружены 24 усыпальницы, большинство из которых оставались недостроенными. Некоторые гробницы были открыты уже в древности и использовались для повторных захоронений (при Птолемеях), как магазины и коптские церкви.
Эти скальные гробницы расположены с севера и востока от города и разделены на две группы вади. Неподалёку установлена пограничная стела V:

### Северные гробницы
1. Хуйа — слуга царицы Тии.
2. Мерира II — дворецкий, смотритель покоев царицы Нефертити.
3. Ахмес — носитель печати Нижнего Египта, слуга Эхнатона.
4. Мерира I — Верховный жрец Атона. Гробница могла стать самой крупной среди прочих гробниц знати, если бы была окончена.
5. Пенту — первый слуга Атона в его храме, главный лекарь.
6. Панехси — один из минимум 4-х первых жрецов Атона («слуга первый Атона в доме Атона в Ахетатоне»).

### Южные гробницы
7. Пареннефер — виночерпий, «омывающий руки фараона», глава мастеров, наблюдатель за всеми постройками. У него также имелась гробница в Фивах — TT188.
8. Туту — камергер фараона.
9. Маху — начальник меджаев.
10. Ипи (Апи) — писец фараона, управляющий внутренним двором дворца фараона. В этой гробнице найден «Малый гимн Атону».
11. Рамос — генерал, писец рекрутских наборов.
12. Нахтпаатон — чати (визирь), хранитель печати.
13. Неферхеперу-хер-сехепер — глава города Ахетатон.
14. Маи — носитель опахала, «распорядитель войска владыки обеих земель».
15. Сути — знаменосец фараона.
19. Сатау — казначей.
23. Ани — переписчик жертвоприношений в честь Атона, жрец в храме Аменхотепа II.
24. Паатонемхеб (Хоремхеб) — генерал, управляющий фараона.
25. Эйе — носитель опахала по правую руку фараона, главный конюх фараона. Гробница не окончена. Здесь найден «Большой гимн Атону». Эйе упокоился в гробнице WV23 в Долине Царей.

### Царские погребения
26. гробница Эхнатона и, возможно, его второй дочери Макетатон. Эхнатона после возвращения столицы в Мемфис могли перезахоронить в KV55 Долины Царей. Предполагается, что обнаруженная здесь мужская мумия может принадлежать ему, хотя эта точка зрения оспаривается.
29. Нефернефрура. Эта теория подкрепляется обнаружением ручки амфоры с надписью, в которой упоминается внутренняя (погребальная) камера Нефернефруры. Гробница по структуре относится к царскому типу.